# Jordanien
Jordanien (arabisch الأردن, DMG al-Urdunn), amtlich Haschemitisches Königreich Jordanien (arabisch المملكة الأردنية الهاشمية, DMG al-Mamlaka al-Urdunniyya al-Hāšimiyya), ist ein Staat in Vorderasien. Es grenzt an Israel, Palästina (wobei die Grenze unter israelischer Kontrolle steht), Syrien, Irak, Saudi-Arabien und an das Rote Meer am Golf von Akaba (an dem es eine Seegrenze zu Ägypten hat). Jordanien zählt zu den Maschrek-Staaten. Der Großteil der mehr als 11,5 Millionen Einwohner sind sunnitische Araber. Die Hauptstadt und zugleich größte Stadt ist Amman.
Jordanien entstand während des Ersten Weltkriegs infolge der Arabischen Revolte gegen das Osmanische Reich. Von 1921 bis 1946 existierte es als „Emirat Transjordanien“, welches britisches Protektorat war. 1946 wurde Jordanien unabhängig, also zwei Jahre vor dem Rest des britischen Völkerbundsmandats (heute Israel und Palästina). Jordanien begab sich daraufhin direkt in einen jahrzehntelangen militärischen Konflikt mit Israel um das angrenzende Westjordanland, der erst 1994 mit einem Friedensvertrag beendet werden konnte. Seit einiger Zeit ist das Land vor allem durch die Aufnahme von vielen Flüchtenden geprägt; Jordanien ist weltweit derjenige Flächenstaat mit dem zweithöchsten Anteil von Geflüchteten an der Landesbevölkerung (nach dem Libanon, Stand 2020).
Die Regierung Jordaniens ist eine konstitutionelle Monarchie, jedoch verfügt der König über weitreichende exekutive und legislative Befugnisse. Jordanien ist Gründungsmitglied der Arabischen Liga und der Organisation für Islamische Zusammenarbeit. Das Land weist einen hohen Index der menschlichen Entwicklung auf und zählt zur Gruppe der Volkswirtschaften mit niedrigem mittleren Einkommen. Die jordanische Wirtschaft, eine der kleinsten in der Region, ist aufgrund ihrer qualifizierten Arbeitskräfte für ausländische Investoren attraktiv. Das Land ist ein bedeutendes Touristenziel und zieht aufgrund seines gut entwickelten Gesundheitssektors auch Medizintouristen an. Dennoch haben ein Mangel an natürlichen Ressourcen, ein großer Zustrom von Flüchtlingen und regionale Unruhen das Wirtschaftswachstum gebremst.

## Geographie

### Lage und Überblick

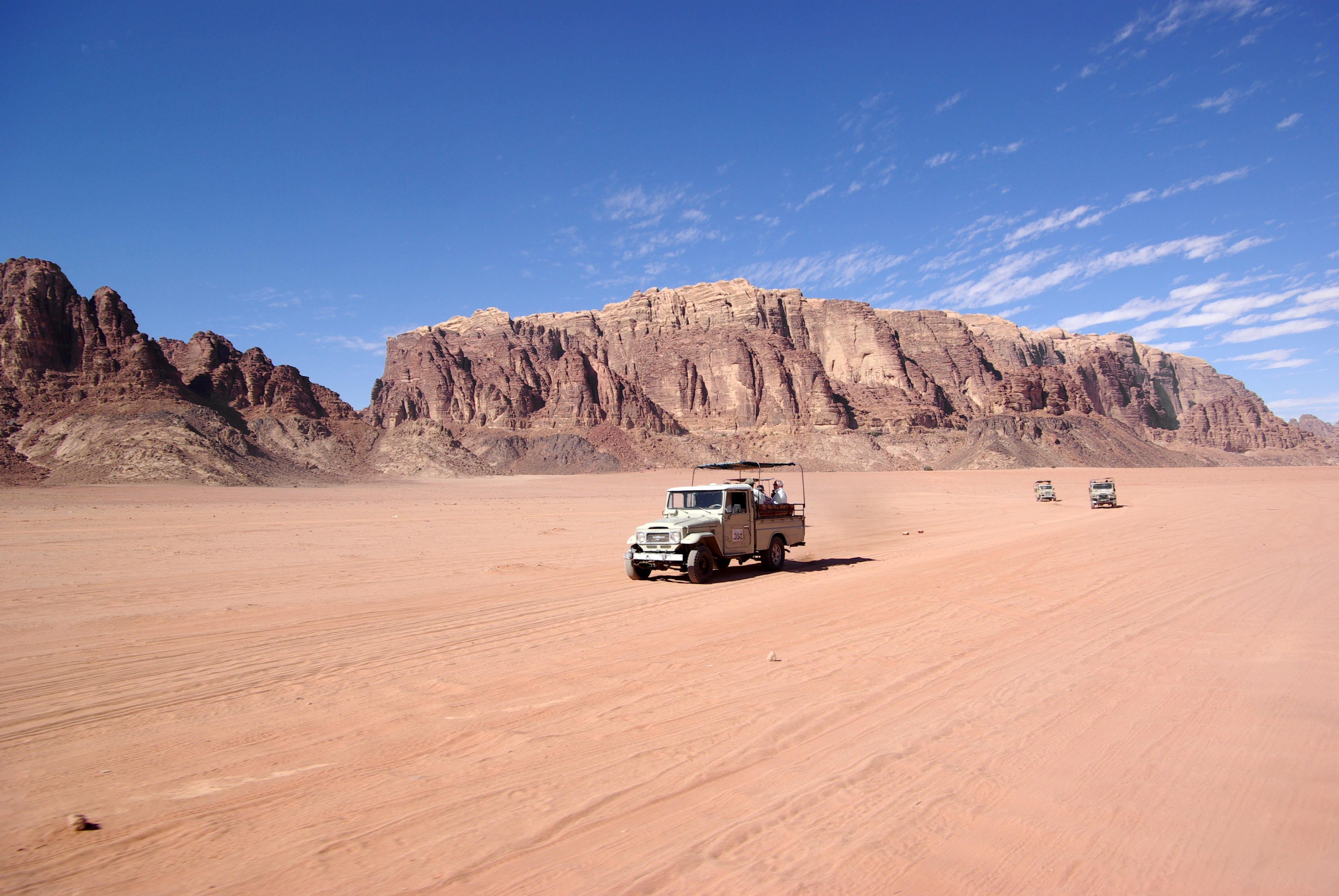
Wadi Rum

Jordanien, im Nordwesten der Arabischen Halbinsel gelegen, ist ein Land mit hohem Wüstenanteil und lässt sich von West nach Ost in drei Großlandschaften gliedern: Der von Norden nach Süden verlaufende Jordangraben erreicht am Toten Meer den tiefsten trockenen Punkt der Erdoberfläche (425 m unter dem Meeresspiegel). Der Große Afrikanische Grabenbruch setzt sich südlich über den Golf von Akaba ins Rote Meer fort. Hier besitzt das Land über einen schmalen Küstenstreifen um Akaba einen Zugang zum Weltmeer. Das ostjordanische Bergland steigt in einer schroffen, zerklüfteten Steilwand über dem Jordangraben auf. Dieses Faltengebirge erreicht im Dschabal Ram 1754 Meter (zweithöchster Berg des Landes nach dem Dschabal Umm ad-Dami bei Akaba) und gliedert sich durch mehrere Hochebenen. Den nördlichen Teil bildet das Gilead-Gebirge, auf dessen Hochflächen die Städte Amman, Zarqa und Irbid liegen. Die im Osten an das Bergland anschließenden Wüstentafelländer nehmen etwa zwei Drittel Jordaniens ein.

### Klima
Im Nordwesten des Landes herrscht Mittelmeerklima mit heißen trockenen Sommern und kühlen feuchten Wintern sowie einer jährlichen Niederschlagsmenge von bis zu 800 mm. Im Osten und Süden gibt es weniger Niederschläge (100 mm und weniger). Im weitaus größten Teil Jordaniens herrscht kontinentales Wüstenklima. Die mittleren Temperaturen in Amman liegen im Sommer bei 31 bis 38 °C und im Winter bei 13 bis 19 °C.
Die FAO klassifiziert ein Land als wasserarm, wenn pro Einwohner pro Jahr weniger als 1000 Kubikmeter zur Verfügung stehen. In Jordanien verfügte nach einer Schätzung von 2014 jeder Einwohner über 120 Kubikmeter pro Jahr. Prognosen zufolge könnte diese Menge bis 2025 weiter auf nur noch 90 Kubikmeter pro Jahr absinken. Der Jordan als die wesentliche Wasserversorgung des Landes führte 2006 nur noch rund zehn Prozent der Wassermenge der 1960er Jahre. Das Wasser des Jordan wird hauptsächlich von Israel abgeleitet und zur Trinkwasserversorgung verwendet. Aufgrund der politischen Spannungen und militärischen Konflikte gibt es keine Absprachen über die Verwendung des Jordanwassers zwischen den Anrainerländern. Einst war der Jordan der Hauptzufluss des Toten Meeres, heute erreicht er es als Rinnsal. Deshalb wird mit einer weiteren Austrocknung des Toten Meeres bis zu einem Teich innerhalb der nächsten Jahrzehnte gerechnet.
Schwindende Wasserressourcen und eine rasant wachsende Bevölkerung werden den Pro-Kopf-Wasserverbrauch aufgrund sinkender Angebote und steigender Preise in Jordanien bis zum Ende des Jahrhunderts halbieren. Ohne umfassende Reformen werden nur wenige Haushalte Zugang zu mindestens 40 Litern Leitungswasser pro Kopf und Tag haben. Diese Entwicklung betrifft einkommensschwache Landesteile am stärksten. Dort werden über 90 Prozent der Haushalte die Marke von 40 Litern pro Kopf und Tag in elf Monaten pro Jahr unterschreiten. Das sind einige der Prognosen, die ein internationales Wissenschaftler-Team im März 2021 veröffentlicht hat.

### Flora und Fauna
Aufgrund der unterschiedlichen Klimaverhältnisse variiert auch die Vegetation. Die großen Trockengebiete und das Bergland sind allenfalls spärlich mit Dornstrauchvegetation wie Tamarisken und Schirmakazien bewachsen. In den Steppen finden sich auch größere Grasflächen, die von Beduinen genutzt werden. Ursprünglich war der Westen des Landes stark bewaldet; nördlich von Amman zeigt die Aufforstung erste Erfolge, es gibt größere und kleinere Waldflächen mit Zypressen, Eichen, Akazien und überwiegend Kiefern.
Die heimische Tierwelt ist trotz der kargen Vegetation recht vielfältig: Geier, Hamster und Steinadler finden sich ebenso wie Hyänen, Falbkatzen, Enten, Wölfe, Gazellen, Steinböcke und Wildziegen. Es gibt verschiedene Eidechsenarten, Schmetterlinge und Skorpione. In Jordanien kommen 24 Fledermaus-Arten vor. Der Strauß wurde in Jordanien erst im 20. Jahrhundert ausgerottet.

### Städte
Im Jahr 2023 lebten 92 Prozent der Einwohner Jordaniens in Städten. Die größten Städte waren 2005:
- Amman mit 1,22 Millionen Einwohnern,
- Zarqa mit 890.000 Einwohnern,
- Irbid mit 751.000 Einwohnern,
- Ar-Rusaifa mit 262.000 Einwohnern,
- Wadi as-Sir mit 194.000 Einwohnern,
- Akaba mit 102.000 Einwohnern,
- Madaba mit 82.000 Einwohnern
- Al-Baqa mit 80.000 Einwohnern.

Seit 2013 gilt das Flüchtlingslager Zaatari als fünftgrößte „Stadt“ des Landes. Amman wiederum ist in den letzten Jahren rasant gewachsen und zählte 2017 schätzungsweise 4 Millionen Einwohner.

## Bevölkerung

### Demografie
Jordanien hatte 2023 11,3 Millionen Einwohner. Das jährliche Bevölkerungswachstum betrug + 0,5 %. Zum Bevölkerungswachstum trug ein Geburtenüberschuss (Geburtenziffer: 21,6 pro 1000 Einwohner vs. Sterbeziffer: 4,0 pro 1000 Einwohner) bei. Die Anzahl der Geburten pro Frau lag 2022 statistisch bei 2,8, die der Region Naher Osten und Nordafrika betrug 2,6. Die Lebenserwartung der Einwohner Jordaniens ab der Geburt lag 2022 bei 74,2 Jahren. Der Median des Alters der Bevölkerung lag im Jahr 2021 bei 23,4 Jahren. Im Jahr 2023 waren 31,5 Prozent der Bevölkerung unter 15 Jahre, während der Anteil der über 64-Jährigen 4,0 Prozent der Bevölkerung betrug.
Aufgrund der hohen Geburtenrate und der millionenfachen Anzahl an Nachfahren von Palästinaflüchtlingen und Flüchtlingen aus Syrien im Land ist die Bevölkerungszahl heute knapp 20-mal so hoch wie noch 1950. Im Jahre 2017 waren 33,3 % der Bevölkerung im Ausland geboren.
| Jahr | Einwohnerzahl | Jahr | Einwohnerzahl |
| ---- | ------------- | ---- | ------------- |
| 1950 | 481.000       | 1990 | 3.561.000     |
| 1960 | 932.000       | 2000 | 5.103.000     |
| 1970 | 1.719.000     | 2010 | 7.182.000     |
| 1980 | 2.374.000     | 2020 | 10.203.000    |

### Bevölkerungsstruktur
Die Mehrheit der Bevölkerung bestand nach den Ergebnissen aus dem Jahr 2011 zu 98 Prozent aus Arabern, einschließlich der 1.835.704 registrierten arabischen Palästinenser ohne jordanisches Bürgerrecht und der etwa 700.000 Flüchtlinge aus dem benachbarten Irak. Gezählt wurden daneben 102.000 Tscherkessen, 18.000 Drusen, 6300 Roma, 6300 Turkmenen, 5400 Aserbaidschaner, 5000 Tschetschenen, 5600 Philippiner, 4700 Kurden, 1300 Griechen sowie kleinere ethnische Gruppen. Inzwischen sind zahlreiche syrische Bürgerkriegsflüchtlinge hinzugekommen, bei denen es sich überwiegend ebenfalls um Araber handelt.
Über 50 Prozent der arabischen Bevölkerung stammen von den etwa 800.000 zugewanderten Palästinensern ab, die nach dem Palästinakrieg und dem Sechstagekrieg nach Jordanien geflohen waren und später das Bürgerrecht erhielten. Die meisten von diesen leben im Großraum Amman: Die beiden größten Städte Jordaniens, Amman und Zarqa, haben palästinensische Bevölkerungsmehrheiten von 90 bis 99 Prozent. Etwa 337.000 oder 17 Prozent der 1,9 Millionen im Land registrierten Flüchtlinge, denen Jordanien als einziges arabisches Land die Staatsbürgerschaft gewährt hat, leben nach wie vor in zehn Flüchtlingslagern.
In der Folge des Irak-Konflikts und der Vertreibung der Palästinenser aus Kuwait 1991 nahm Jordanien erneut Flüchtlinge aus beiden Ländern auf. Der andauernde Bürgerkrieg in Syrien führte seit 2011 ebenfalls zu einem Flüchtlingsstrom nach Jordanien.

### Sprachen
Die Amtssprache ist Arabisch. Ferner werden regional verschiedene Beduinendialekte sowie die jeweiligen Sprachen von ethnischen Minderheiten gesprochen.

### Religion

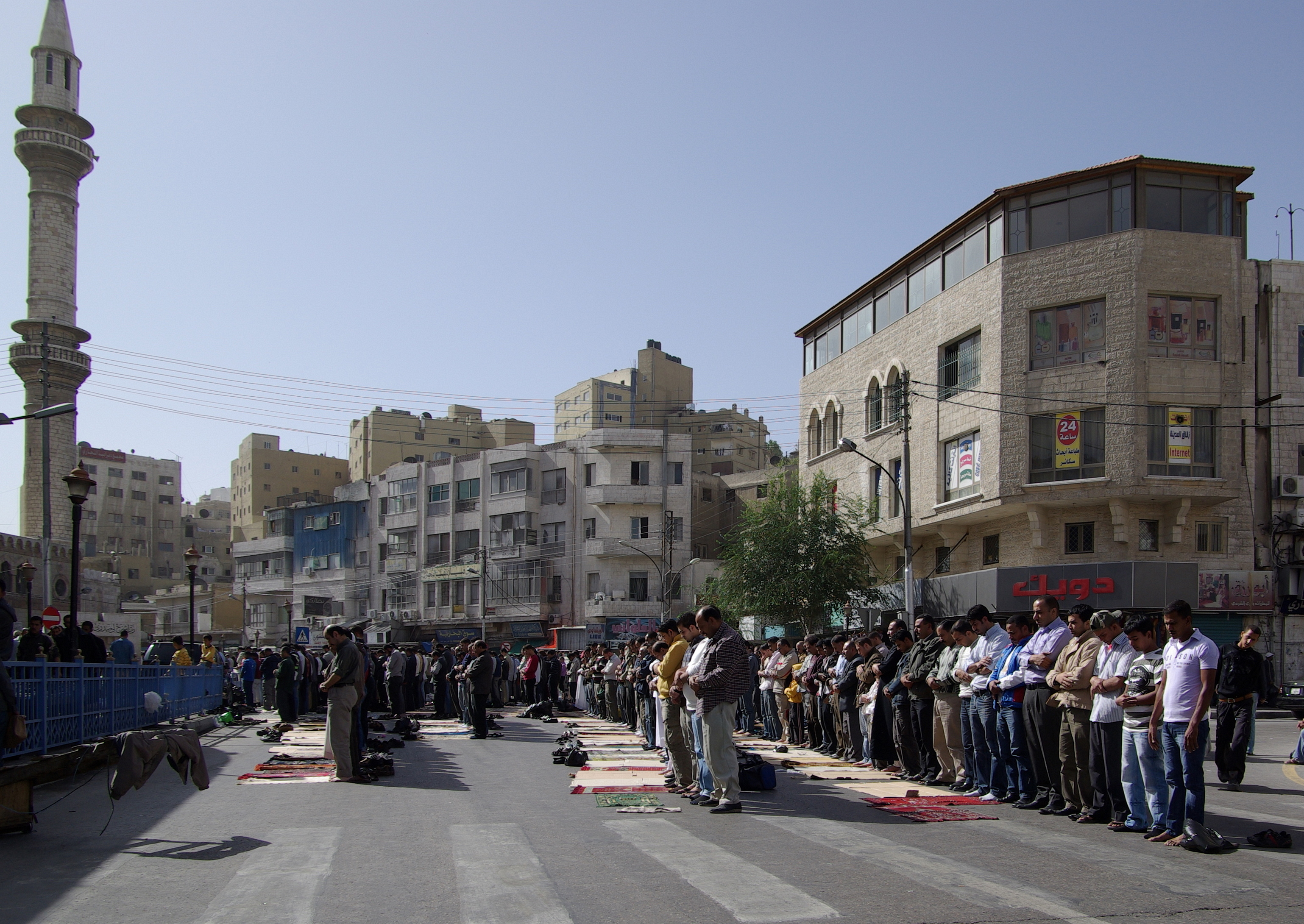
Freitagsgebet vor der Husseinmoschee in Amman. Da die Moschee überfüllt ist, wird die Straße gesperrt.

93 Prozent der Jordanier bekennen sich zum sunnitischen Islam. Der Islam ist in Jordanien Staatsreligion. Mitglieder verschiedener christlicher Religionsgemeinschaften stellen zusammen gut fünf Prozent der Bevölkerung. Die jordanische Regierung verfolgt eine demonstrativ tolerante Politik gegenüber Christen und Juden im Land, gestattet den Bau von Kirchen und Synagogen und veranstaltet regelmäßig Religionsgespräche. Dennoch ist auch in Jordanien Islamismus ein wachsendes Problem. Zwei Prozent entfallen auf sonstige Glaubensgemeinschaften.

### Bildung und Soziales
Schulpflicht besteht für 6- bis 15-Jährige; die Analphabetenquote beträgt bei Frauen 14 Prozent und bei Männern 4 Prozent. Jordanien hat damit eine der höchsten Alphabetisierungsraten in der arabischen Welt. Englisch wird als Fremdsprache ab der ersten Klasse verpflichtend unterrichtet; in der Praxis allerdings können sich Jordanier insbesondere abseits der Hauptstadt zumeist nur auf Arabisch verständigen. In Jordanien muss man eine Tawjihi genannte Prüfung bestehen, um Zugang zur weiterführenden Bildung an einer Universität zu bekommen. Im Land existieren acht staatliche und zwölf private Universitäten. Insbesondere die jordanische Medizinerausbildung genießt in der arabischen Welt einen guten Ruf.
In Jordanien stieg die mittlere Schulbesuchsdauer der über 25-jährigen von 5,1 Jahren im Jahr 1990 auf 10,1 Jahre im Jahr 2015 an.
1983 trat ein noch lückenhaftes Sozialversicherungsgesetz in Kraft. Die Arbeitslosigkeit liegt bei 18,5 Prozent; die Inflation bei 3,3 Prozent. Das Gesundheitswesen ist in den Städten vergleichsweise gut ausgebaut, auf dem Land aber noch unzureichend.

### Gesundheit
Die Gesundheitsausgaben des Landes betrugen im Jahr 2021 7,3 % des Bruttoinlandsprodukts. Im Jahr 2019 praktizierten in Jordanien 25,1 Ärztinnen und Ärzte je 10.000 Einwohner. Die Sterblichkeit bei unter 5-jährigen betrug 2022 14,1 pro 1000 Lebendgeburten. Die Lebenserwartung der Einwohner Jordaniens ab der Geburt lag 2022 bei 74,2 Jahren (Frauen: 76,7, Männer: 72,1). Die Lebenserwartung stieg von 71,9 Jahren im Jahr 2000 bis 2022 um 3 %.

## Geschichte

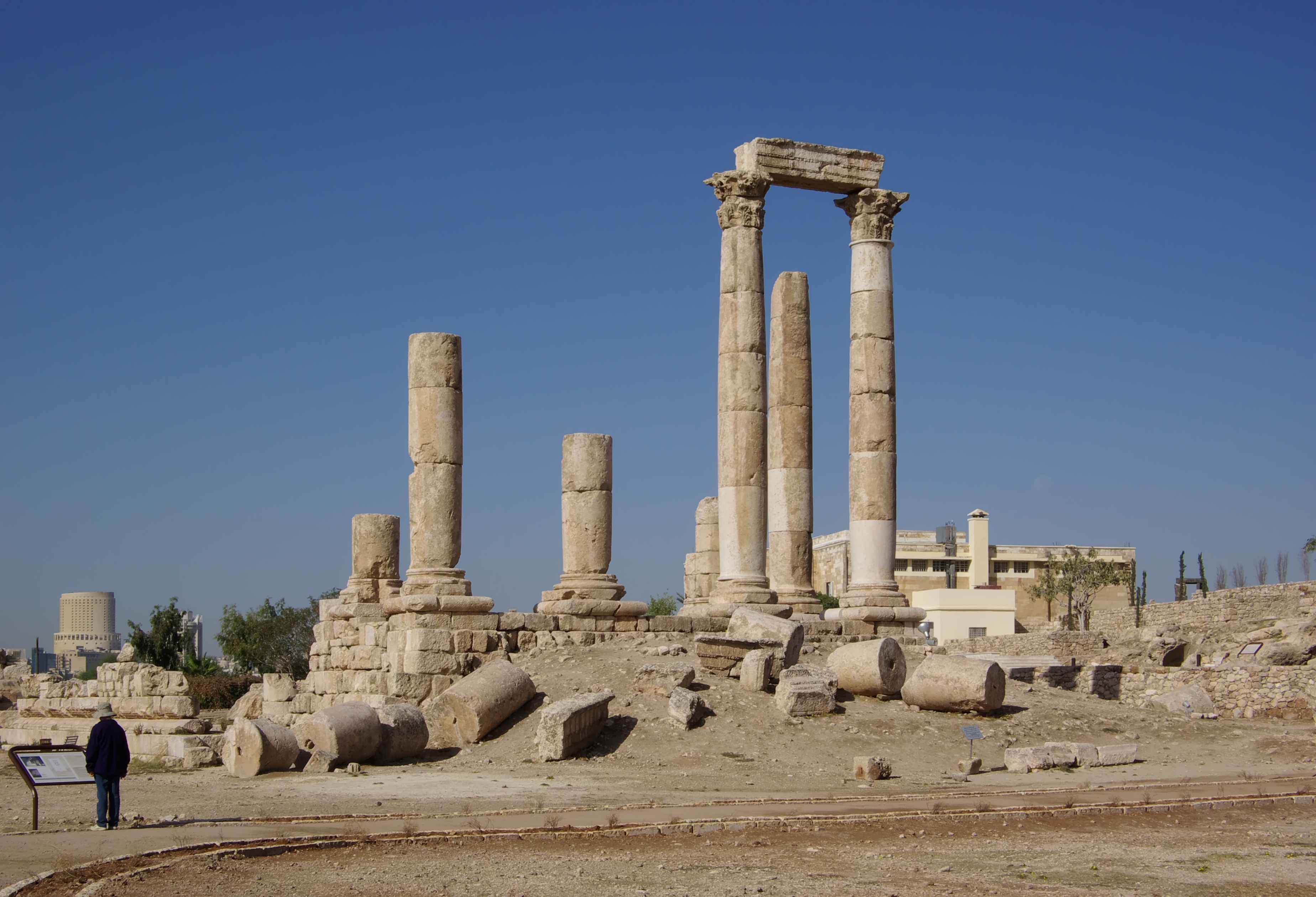
Unter Lucius Verus errichteter Herculestempel auf dem Zitadellenhügel in Amman

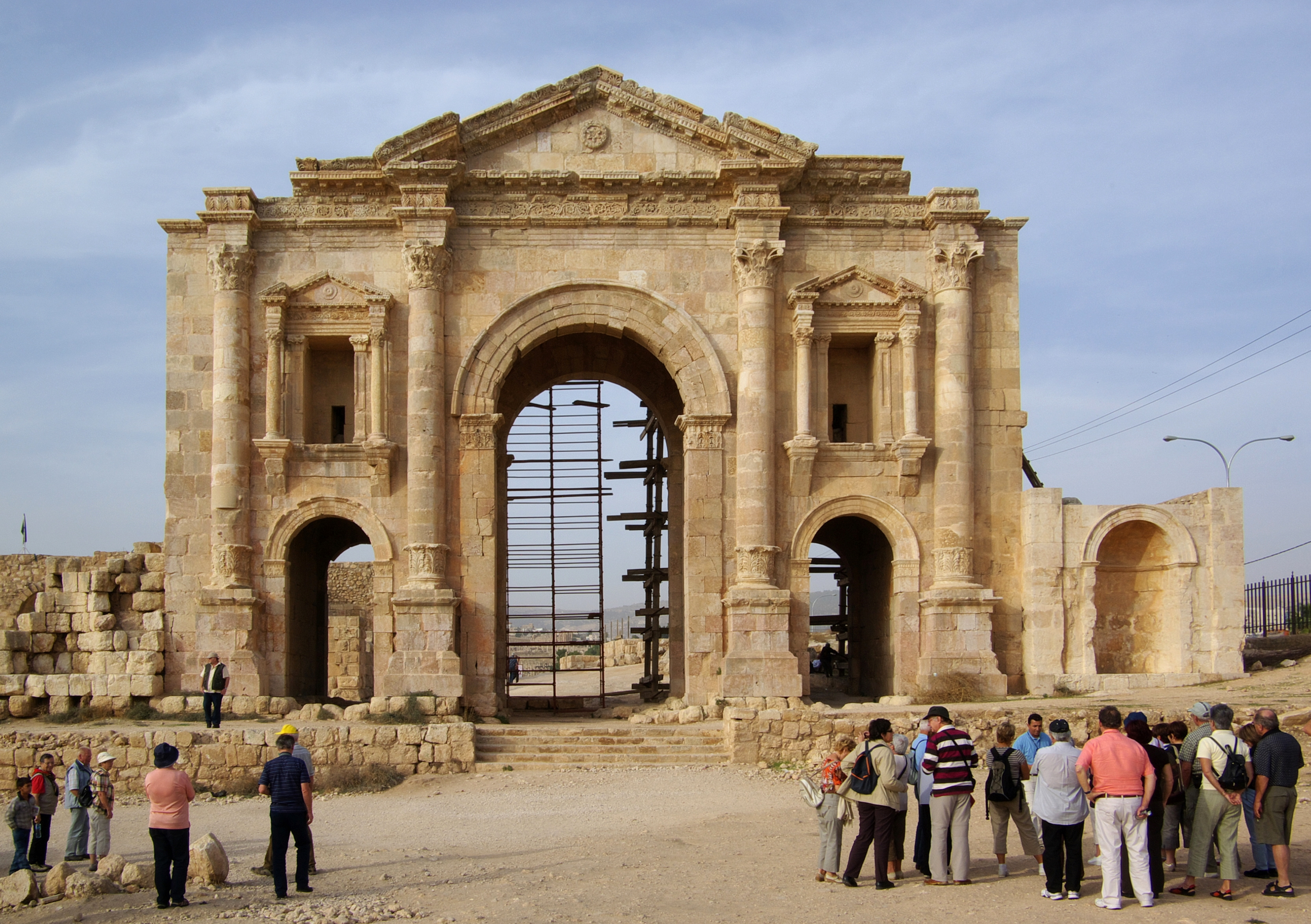
Hadriansbogen in Gerasa

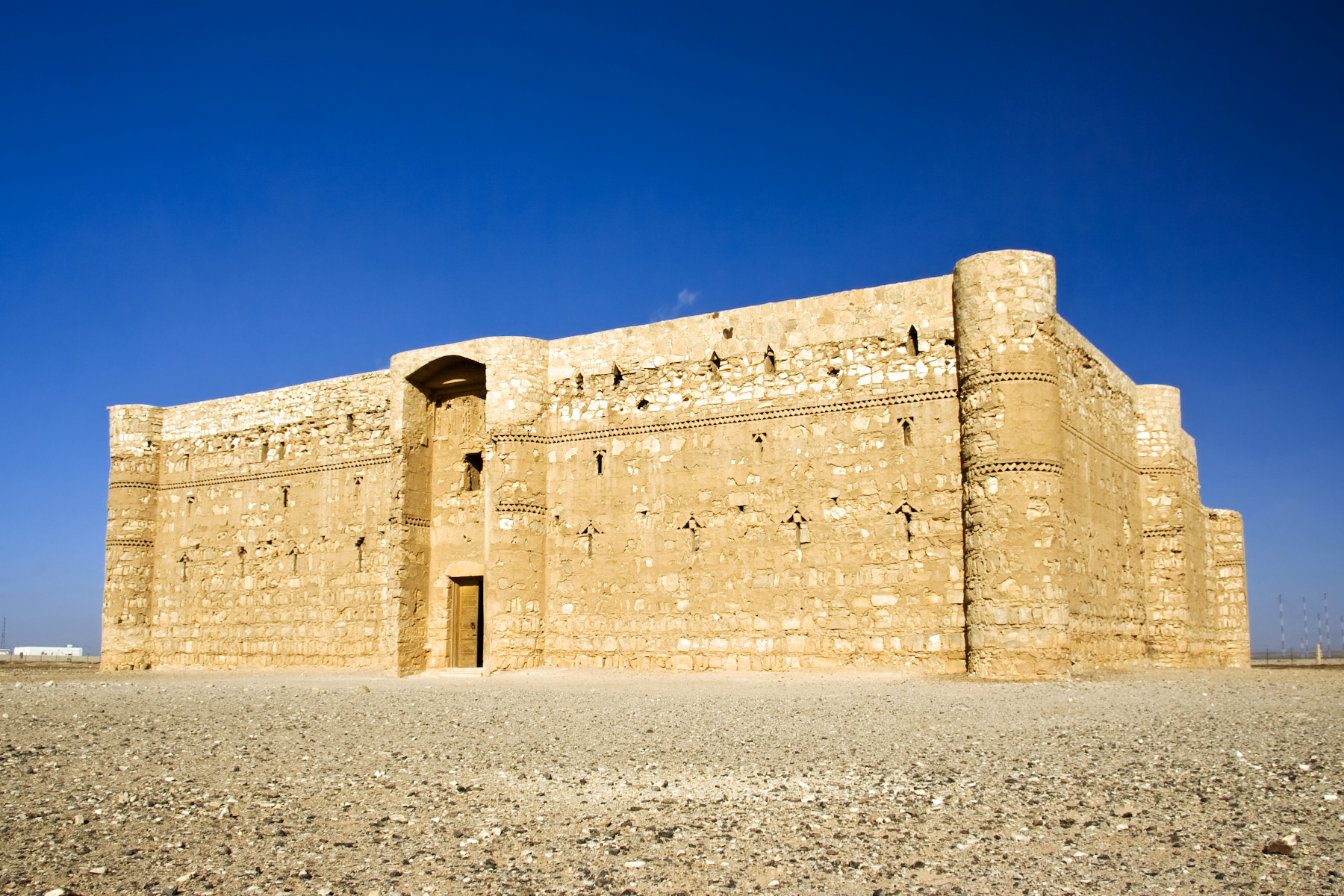
Frühmittelalterliches Wüstenschloss Qasr Kharana

Der jordanisch-saudi-arabische Grenzvertrag von 1965:

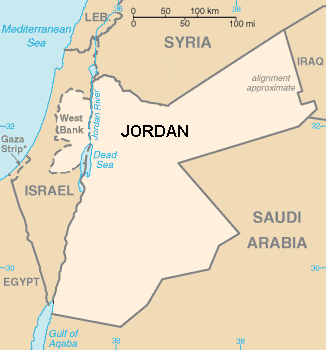
Jordanien in den Grenzen von 1984 bis 1988

Der Norden des heutigen Jordanien reichte im Neolithikum in das Gebiet des Fruchtbaren Halbmondes und damit jener Regionen, in der Ackerbau und Viehhaltung erstmals in das menschliche Kulturrepertoire aufgenommen wurden. In ʿAin Ghazal  bestand in dieser Zeit für mehrere tausend Jahre eine große Siedlung, deren Bedeutung 1981 erkannt wurde.
Das heute zwischen Israel und den Palästinensern umstrittene Westjordanland war einst der Kernraum des biblischen Israel mit Bethlehem, Hebron und Jerusalem. Doch auch das Ostjordanland spielt eine wichtige Rolle in der Bibel. Die etwa 1200 v. Chr. ins Land gekommenen Ammoniter gehörten der biblischen Überlieferung zufolge später dem Großreich Israel unter König David und Salomo um 1000 bis 926 v. Chr. an, doch ist die Historizität dieser Angabe umstritten. Seit etwa dem 4. Jahrhundert v. Chr. siedelten beiderseits des Jordan die von der Arabischen Halbinsel stammenden Nabatäer, deren Hauptstadt Petra war. Unter Kaiser Trajan gliederten die Römer das Gebiet 106 n. Chr. ihrem Imperium als Provinz Arabia an. Städte wie Gerasa und Gadara erlebten nun eine Blüte, von der noch heute eindrucksvolle Ruinen zeugen. In der Spätantike diente das heutige Westjordanien dem Römischen Reich als eine Art überwachter Militärgrenze gegen die Beduinen. Zudem wurden zahlreiche Kirchen errichtet. Mit dem Sieg der Muslime über das Oströmische Reich in der Schlacht am Jarmuk 636 geriet das Gebiet des heutigen Jordanien unter fast ununterbrochene islamische Herrschaft, mit Ausnahme der Jahre 1115 bis 1187, als der Westteil in das Königreich Jerusalem, einen der Kreuzfahrerstaaten, eingegliedert war, wovon Festungsruinen wie Montreal zeugen. Von 1250 bis 1516 gehörte das Gebiet als Teil der Provinz Syrien zum Reich der Mamluken, anschließend bis 1918 zum Osmanischen Reich.
Im Ersten Weltkrieg beteiligten sich jordanische Beduinenstämme zwischen 1916 und 1918 maßgeblich am Araberaufstand gegen die Osmanen und schlossen sich nach Kriegsende dem in Damaskus unter Emir Faisal aus dem Hause der Haschimiten gegründeten Königreich Syrien an; die Haschimiten beanspruchen eine Blutsverwandtschaft mit dem Propheten Mohammed. Großbritannien setzte auf der Konferenz von San Remo 1920 die Angliederung Jordaniens an das britische Mandatsgebiet Palästina durch. 1923 entstand dann durch Abtrennung der Gebiete östlich des Jordans das unter britischer Oberhoheit stehende Emirat Transjordanien mit Abdallah ibn Husain als Staatsoberhaupt. Ihm zur Seite stand der britische General John Bagot Glubb (Glubb Pascha), der 1939 die Arabische Legion als Schutzgarde des Königshauses aufbaute. Während des Zweiten Weltkriegs kämpften arabisch-jordanische Kontingente in der Arabischen Legion an der Seite der Briten gegen die Wehrmacht. Am 25. Mai 1946, dem heutigen Nationalfeiertag, erlosch das britische Mandat und Transjordanien erhielt seine volle Unabhängigkeit. Abdallah I. nahm den Königstitel an.
Nach Ausrufung des souveränen Staates Israel besetzte die Arabische Legion im ersten israelisch-arabischen Krieg die östlichen Teile Palästinas und die Altstadt von Jerusalem. Das Waffenstillstandsabkommen von 1949 mit Israel empfanden die Jordanier als Niederlage, zumal es für Jordanien einen ungünstigeren Grenzverlauf festlegte, als im UN-Teilungsplan von 1947 bei wirtschaftlicher Einheit und Internationalisierung Jerusalems vorgesehen war. 1950 wurde der Staat in Haschemitisches Königreich Jordanien umbenannt. Die dabei erfolgte offizielle Eingliederung der palästinensischen Gebiete lehnten andere arabische Staaten aber ab. König Abdallah I. fiel am 20. Juli 1951 in Jerusalem dem Attentat eines palästinensischen Nationalisten zum Opfer. Nachdem sein Sohn und Nachfolger Talal wegen Krankheit 1952 abtreten musste, wurde 1953 dessen Sohn Hussein als Hussein I. König von Jordanien, der wiederum 1957 die Reformregierung Sulaimān an-Nābulusī zum Rücktritt zwang.
Ein am 10. August 1965 unterzeichneter bilateraler Vertrag regelte die Grenze mit dem benachbarten Saudi-Arabien, die bis dahin umstritten war. Jordanien, das nur über einen schmalen Landstreifen Zugang zum Meer hatte, ging es dabei hauptsächlich um zusätzliche Küstenlinie am Golf von Akaba. Durch den Vertrag gewann es etwa 12 Kilometer zusätzliche Küstenlinie zu einer Gesamtküstenlänge von etwa 19 Kilometern sowie 6000 Quadratkilometer Territorium und trat im Gegenzug etwa 7000 Quadratkilometer seines Territoriums an Saudi-Arabien ab. Bei den ausgetauschten Gebieten handelte es sich größtenteils um Wüstengebiete.
In den 1950er und 1960er Jahren kam es zum Konflikt um das Jordanwasser. Im Sechstagekrieg zwischen Israel und den arabischen Staaten 1967 verlor Jordanien seine gesamten Gebiete westlich des Jordans an Israel. Weitere 400.000 Menschen, vor allem aus dem Westjordanland, kamen zusätzlich ins Land, nachdem Jordanien bereits 1949 400.000 Flüchtlinge hatte aufnehmen müssen. Die Herausforderung durch die Palästinensische Befreiungsorganisation, die in den Flüchtlingslagern eine Art „Staat im Staate“ bildete und die Monarchie bedrohte, führte 1970/71 zum offenen Bürgerkrieg, in dem König Hussein im „Schwarzen September“ die militärischen Einheiten der von Syrien unterstützten PLO gewaltsam zerschlug. Aus dem israelisch-arabischen Jom-Kippur-Krieg 1973 hielt sich Jordanien weitgehend heraus. Lediglich eine jordanische Freiwilligenbrigade wurde nach Syrien geschickt, um auf syrischem Gebiet gegen israelische Truppen zu kämpfen. Nach ersten Signalen 1974 gab König Hussein 1988 endgültig alle Ansprüche auf das Westjordanland zugunsten der PLO auf. Die eindeutige Parteinahme Jordaniens für den Irak im Vorfeld des Zweiten Golfkriegs 1991 führte zu Spannungen mit Syrien, den USA und den arabischen Golfstaaten. Dennoch gelang König Hussein 1994 der Abschluss des Friedensvertrages mit Israel, wobei Jordanien nochmals auf alle Gebiete westlich des Jordan verzichtete. Heute ist Jordanien der engste Verbündete Israels in der arabischen Welt.
Als Hussein 1999 nach langer schwerer Krankheit starb, trat sein Sohn als Abdullah II. die Nachfolge an. Dieser schloss 2001 ein Freihandelsabkommen mit den Vereinigten Staaten, 2002 ein Assoziierungsabkommen mit der Europäischen Union und verfolgte insgesamt eine klar prowestliche Außenpolitik.
Am 10. November 2005 wurden bei einem Terroranschlag auf Hotels in Amman 56 Menschen getötet. Im Irak kam es zu antijordanischen Protesten, da Jordanien von schiitischer Seite nachhaltige Unterstützung für die Sunniten vorgeworfen wird. Vor der Regierungsumbildung am 7. April 2005 hatten die USA innenpolitische Reformen im Königreich angemahnt. Während des Arabischen Frühlings 2011 kam es dann auch in Jordanien zu Protesten und Unruhen, die aber anders als in Syrien zu keiner dauerhaften Destabilisierung des Landes führten. Die anschließend durchgeführten Reformen schränkten die Rechte des Königs nur unwesentlich ein. In der Folgezeit nahm Jordanien zahlreiche syrische Bürgerkriegsflüchtlinge auf.
Im Frühjahr 2016 gingen jordanische Sicherheitskräfte in Irbid gegen eine mit dem Islamischen Staat verbundene Terrorgruppe vor, die sich in der Stadt verschanzt hatte; in einem Feuergefecht wurden sieben Islamisten getötet und 13 verhaftet. Am 18. Dezember 2016 töteten dann vier islamistische Terroristen in Qatraneh und in der Kreuzfahrerburg Karak sieben jordanische Polizisten und drei Zivilisten, darunter eine Touristin aus Kanada. Spezialeinsatzkräfte stürmten die Burg, wobei alle Angreifer getötet wurden.

## Politik

### Politisches System
Nach der Verfassung von 1952 ist Jordanien eine konstitutionelle Monarchie der haschemitischen Dynastie, die eine Abstammung vom Propheten Mohammed beansprucht. Der König ist Staatsoberhaupt, Oberbefehlshaber der Streitkräfte und ernennt den Ministerpräsidenten sowie den Ministerrat. Das Parlament besteht aus zwei Kammern: dem Abgeordnetenhaus mit 110 für vier Jahre vom Volk gewählten Mitgliedern, davon sind 9 Sitze für Christen, 3 für Tscherkessen und 6 für Frauen reserviert, und dem Senat mit 40 Mitgliedern, die für acht Jahre vom König ernannt werden. Der König besitzt ein umfassendes Veto- und Vorschlagsrecht.
Frauen und Männer haben ab 18 Jahren ein Wahlrecht. Erst 1974 erhielten Frauen das aktive und passive Wahlrecht auf nationaler Ebene. Auf lokaler Ebene erhielten Frauen das Wahlrecht 1982. Die erste Wahl einer Frau ins Unterhaus des nationalen Parlaments, Toujan Faisal, fand am 29. November 1993 statt. 1989 saß zwar bereits eine Frau im jordanischen Parlament, sie war aber ernannt worden.
Bei den Wahlen zum Abgeordnetenhaus vom 17. Juni 2003 erreichte der jordanische Zweig der Muslimbruderschaft, die Islamische Aktionsfront, 10,3 Prozent der Stimmen. Die Wahlen brachten königstreuen Stammesführern 62 der 110 Sitze. Bei den Wahlen 2010, die von Muslimbrüdern wegen angeblicher Benachteiligung durch eine Reform des Wahlrechts boykottiert wurden, errangen königstreue Kandidaten aus den ländlichen Regionen die Mehrheit. Zugleich wurden nur 34 Abgeordnete des alten Parlaments in das neue gewählt.
Nach der Verfassung ist der Islam Staatsreligion, weitere Religionsgemeinschaften können sich anerkennen lassen und werden in der Regel nicht behindert. Im Rechtswesen, das nach britischem Vorbild aufgebaut ist, gibt es neben den Zivilgerichten auch Schariagerichte, die bei privatrechtlichen Auseinandersetzungen unter Muslimen angerufen werden können und das islamische Recht anwenden.

### Politische Indizes
| Name des Index                     | Indexwert    | Weltweiter Rang | Interpretationshilfe | Jahr |
| ---------------------------------- | ------------ | --------------- | --- | ---- |
| Fragile States Index               | 74,3 von 120 | 69 von 179      | Stabilität des Landes: erhöhte Warnung 0 = sehr nachhaltig / 120 = sehr alarmierend Rang: 1 = fragilstes Land / 179 = stabilstes Land | 2024 |
| Demokratieindex                    | 3,28 von 10  | 115 von 167     | Autoritäres Regime 0 = autoritäres Regime / 10 = vollständige Demokratie                                                              | 2024 |
| Freedom in the World Index         | 33 von 100   | —               | Freiheitsstatus: unfrei 0 = unfrei / 100 = frei                                                                                       | 2024 |
| Rangliste der Pressefreiheit       | 44,3 von 100 | 132 von 180     | Schwierige Lage für die Pressefreiheit 100 = gute Lage / 0 = sehr ernste Lage                                                         | 2024 |
| Korruptionswahrnehmungsindex (CPI) | 49 von 100   | 59 von 181      | 0 = sehr korrupt / 100 = sehr sauber                                                                                                  | 2024 |

### Außen- und Sicherheitspolitik
Jordanien ist Mitglied der Vereinten Nationen, der Organisation der Islamischen Konferenz (OIC) und der Arabischen Liga.
Jordaniens Außenpolitik ist seit Jahrzehnten zum Westen orientiert. Das Königreich ist eng mit den Vereinigten Staaten verbündet und gehört zu deren offizieller Kategorie der Wichtigsten Verbündeten außerhalb der NATO. Jordanien verfügt außerdem über ein Assoziierungsabkommen mit der EU. Insbesondere der jordanische Auslandsgeheimdienst genießt einen ausgezeichneten Ruf. Er geriet allerdings in die Kritik, als 2014 bekannt wurde, dass seit 2001 im Auftrag der CIA in Jordanien Terrorverdächtige brutalen Verhörmethoden unterzogen worden waren, die in den USA verboten gewesen wären.
Die Beziehung zu den USA nahm nur vorübergehend Schaden, als Jordanien seine Neutralität im Zweiten Golfkrieg von 1991 bewahrte und sogar mit dem Irak sympathisierte. Der im Jahre 1994 unterzeichnete Friedensvertrag zwischen Jordanien und seinem Nachbarn Israel gilt als Meilenstein im Nahostkonflikt und schuf die Voraussetzungen für eine noch engere politische, wirtschaftliche und militärische Kooperation mit dem Westen. Seit 2017 sind auch Einheiten der deutschen Bundeswehr in Jordanien stationiert.
Jordanien steht im Konflikt mit den beiden vorherrschenden Palästinenserorganisationen. Die PLO wurde 1971 im Schwarzen September aus Jordanien vertrieben, die von Syrien und der heutigen Islamischen Republik Iran unterstützte Hamas wurde in Jordanien 1999 verboten, wird jedoch seit 2011 wieder geduldet. Die Regierung bezeichnete das Verbot rückblickend als Fehler.
Mit der Europäischen Union (EU) kooperiert Jordanien im Rahmen der Europäischen Nachbarschaftspolitik (ENP). Am 1. Mai 2002 trat das Assoziierungsabkommen zwischen der EU und Jordanien in Kraft. Im Juni 2005 vereinbarte Jordanien mit der EU einen Aktionsplan für Reformen in den Bereichen Politik, Menschenrechte, Gewaltenteilung, Wirtschaft und Justiz.
Im Dezember 2011 gab der Rat der Europäischen Kommission grünes Licht für die Aufnahme von Handelsverhandlungen mit Jordanien. 2016 war die EU der größte Handelspartner Jordaniens.

### Menschenrechte
Menschenrechtsorganisationen wie Human Rights Watch berichten immer wieder von schweren Missachtungen der Menschenrechte in Jordanien. Die Todesstrafe gibt es in Jordanien per Gesetz und wird sowohl verhängt als auch durchgeführt.
2024 wurde bekannt, dass die jordanische Regierung mit dem Staatstrojaner Pegasus dutzende Journalisten, Menschenrechtler und andere Oppositionelle überwacht hat.

### Militär
Die Streitkräfte Jordaniens (englisch Jordanian Armed Forces; arabisch القوّات المسلّحة الاردنيّة, DMG al-quwwāt al-musallaḥa al-urdunniyya) sind seit ihrer Gründung 1921 mit der Rolle der Herrschaftssicherung nach innen betraut. Darüber hinaus kämpften sie in mehreren Kriegen und Gefechten sowohl gegen israelische als auch arabische Truppen. Bis 1956 war ein hoher Anteil der Offiziere Briten.
Die Streitkräfte wurden nach britischem Vorbild als Berufsarmee aufgebaut. Aktive Soldaten sind es ca. 110.700 (Schätzung für 2013).
Das Heer ist in vier Regionalkommandos (Nord, Ost, Süd und Zentrum) gegliedert, zusätzlich besteht die Königliche Panzerdivision als zentrale Reserve und ein Spezialeinsatzkommando. Insgesamt verfügt die jordanische Armee über 90.000 Soldaten und 60.000 Reservisten. Die 1955 gegründete Königlich Jordanische Luftwaffe verfügt unter anderem über 40 Flugzeuge des Typs Northrop F-5 Tiger II und 60 des Typs General Dynamics F-16 Fighting Falcon. Die kleine Königlich Jordanische Marine hat 500 Angehörige und operiert von dem Hafen von Akaba aus.

### Verwaltungsgliederung
Jordanien gliedert sich in zwölf Gouvernements (arabisch محافظة / muḥāfaẓa). Diese sind:
- Adschlun
- Aqaba
- Amman
- al-Balqa
- Dscharasch
- Irbid
- al-Karak
- Maʿan
- Madaba
- al-Mafraq
- at-Tafila
- Zarqa

Die darunter liegenden Ebenen der Lokalverwaltung sind der Distrikt (arabisch لواء / Liwāʾ) und der Subdistrikt (arabisch قضاء / Qaḍāʾ).

### Staatshaushalt
Der Staatshaushalt umfasste 2017 Ausgaben von umgerechnet 11,51 Milliarden US-Dollar, dem standen Einnahmen von umgerechnet 9,462 Milliarden US-Dollar gegenüber. Daraus ergibt sich ein Haushaltsdefizit in Höhe von 5,1 Prozent des Bruttoinlandsprodukts. Die Staatsverschuldung betrug 2016 36,18 Milliarden US-Dollar oder 93,4 Prozent des BIP.
2020 betrug der Anteil der Staatsausgaben in Prozent des BIP folgender Bereiche:
- Gesundheit: 7,5 Prozent
- Bildung: 3,2 Prozent (2021)
- Militär: 4,5 Prozent (2023)

## Wirtschaft

Reales Bruttoinlandsprodukt pro Kopf in Jordanien

Die ohnehin seit Jahren in einer schweren Krise befindliche jordanische Wirtschaft mit chronisch defizitärer Handelsbilanz, steigender Arbeitslosigkeit und fortschreitender Konkurswelle leidet besonders unter den politischen Krisen in der Region. Mitte der 1990er Jahre befanden sich etwa 80 Prozent der jordanischen Volkswirtschaft in den Händen von Palästinensern. Der Handelssektor war schwer von den UN-Sanktionen über den Irak getroffen, da der Irak vor dem Golfkrieg 40 Prozent der gesamten Handelsübersicht Jordaniens ausmachte. Im Jahre 1997 unterzeichneten Jordanien und die Europäische Union eine Teilhaberschaftsvereinbarung, die den Weg für eine Freihandelszone bis zum Jahr 2010 ermöglichte. Dieses Abkommen, das Anfang 1999 in Kraft trat, soll auch die Vermittlungen für den Beitritt Jordaniens zur Welthandelsorganisation beschleunigen. Im Jahre 1996 schlossen Jordanien und Ägypten eine Teilhaberschaftsvereinbarung, welche die bilateralen ökonomischen Mitarbeitsverträge regelte und beabsichtigte, den Handel zu liberalisieren, indem sie eine Freihandelszone etablierten. Zahlreiche Geschäftsprotokolle und Vereinbarungen sind mit dem Libanon, Syrien, dem Irak, dem Jemen, Saudi-Arabien, Bahrain, Tunesien, Ägypten, Marokko, Libyen und dem Sudan zustande gekommen.
Das Land führt eine Wertpapierbörse mit dem Namen Amman Stock Exchange und dem Leitindex ASE Market Capitalization Weighted Index.
Im Global Competitiveness Index, der die Wettbewerbsfähigkeit eines Landes misst, belegte Jordanien Platz 63 von 138 Ländern (Stand 2016–17). Der Index für wirtschaftliche Freiheit 2024 des Landes war der 92 höchste von 176 Ländern.
| Jahr                                    | 2010   | 2015   | 2016   | 2017  | 2018  | 2019  | 2020   | 2021  | 2022  | 2023   |
| --------------------------------------- | ------ | ------ | ------ | ----- | ----- | ----- | ------ | ----- | ----- | ------ |
| BIP in Mrd. USD (Kaufkraftparität)      | 71,1   | 88,3   | 90,9   | 94,8  | 94,6  | 100,6 | 104,1  | 101,6 | 111,5 | 118,5  |
| BIP pro Kopf in USD (Kaufkraftparität)  | 10.254 | 9.300  | 9.123  | 9.283 | 9.045 | 9.405 | 9.524  | 9.115 | 9.880 | 10.456 |
| BIP-Wachstum (real)                     | 2,3 %  | 2,5 %  | 2,0 %  | 2,5 % | 1,9 % | 1,8 % | −1,1 % | 3,7 % | 2,4 % | 2,6 %  |
| Inflation (in Prozent)                  | 4,8 %  | −0,9 % | −0,8 % | 3,3 % | 4,5 % | 0,8 % | 0,3 %  | 1,3 % | 4,2 % | 2,1 %  |
| Staatsverschuldung (in Prozent des BIP) | 59 %   | 78 %   | 77 %   | 76 %  | 74 %  | 78 %  | 88 %   | 93 %  | 93 %  | 93 %   |

### Wirtschaftssektoren

#### Überblick
Nur knapp 5 Prozent der Fläche Jordaniens sind landwirtschaftlich nutzbar, vor allem in der Provinz Irbid. Der Anbau von Getreide, Obst und Gemüse ist dabei stark bewässerungsabhängig. Die Landwirtschaft macht 2 Prozent des Bruttoinlandsproduktes aus, in ihr sind 3,9 Prozent der Beschäftigten tätig. Der weit überwiegende Teil der Nahrungsmittel muss daher importiert werden. Wichtigster Wirtschaftszweig ist der Phosphatabbau mit anschließender Verarbeitung zu Düngemitteln. Es gibt zwei große Düngemittelfabriken im Land, eine jordanisch-indische sowie eine jordanisch-japanische. Auch Kupfererze, Ölschiefer und Kalisalze werden gefördert. Neben einer Erdölraffinerie, die aus Saudi-Arabien importiertes Rohöl verarbeitet, gibt es eine Zement- und Chemieindustrie. Die jordanische Wirtschaft ist weit überwiegend von Klein- und Mittelbetrieben geprägt. 26 Prozent des BIP entfällt auf die Industrie, in der 21,5 Prozent der Beschäftigten arbeiten.
Jordanien importiert vor allem Nahrungsmittel, Maschinen, Transportausrüstungen und Erdöl, zu 11 Prozent aus Saudi-Arabien, 8 Prozent Deutschland, 8 Prozent Volksrepublik China, 7 Prozent USA, 7 Prozent Irak, 4 Prozent Italien und zu 4 Prozent aus Japan. Es exportiert vor allem Textilien, chemische Erzeugnisse und Rohstoffe wie Phosphat und Pottasche, zu 22 Prozent in die USA, 18 Prozent Irak, 7 Prozent Indien, 7 Prozent Schweiz und 5 Prozent Saudi-Arabien.
Die Stromerzeugung setzte sich 2007 zusammen aus 66 Prozent Erdöl, 28 Prozent Erdgas und 1 Prozent erneuerbare Energien. 5 Prozent des Strombedarfs wird durch Importe gedeckt. Da es keine nennenswerten Ölvorkommen gibt, muss auch dieses importiert werden.

#### Nuklearwirtschaft
Jordanien verfügt über ca. 3 Prozent der Uranvorräte in der Welt, welche im Zuge des Atomeinstieges abgebaut werden sollen. Die Jordan Atomic Energy Commission (JAEC) und die Jordan Energy Resources Inc. schlossen sich mit Areva zu den Unternehmen Nabatean Energy beziehungsweise der Jordan French Uranium Mining Company (JFUMC) zusammen. Der Abbau in der Zentralregion bei Swaqa, Chan Azzabib, Wadi Maghar und Attarat soll ab 2013 beginnen. Areva sicherte sich dazu die exklusiven Uranabbaurechte für die nächsten 25 Jahre. Die JAEC unterzeichnete im Dezember 2009 einen Vertrag mit dem Korean Atomic Energy Research Institute (KAERI) und Daewoo, um bis 2015 einen 5-Megawatt-Forschungsreaktor an der Jordanischen Universität für Forschung und Technologie zu errichten. Seit 2009 befand sich das erste Kernkraftwerk des Landes in der Ausschreibung: Im Rennen waren der Atmea-1 von Areva-MHI, der Enhanced Candu-6 von Atomic Energy of Canada Limited sowie das AES-92 von Atomstroiexport. Nachdem die russische Rosatom-Tochter Atomstroiexport 2013 die Ausschreibung gewonnen hatte, schloss Jordanien am 25. März 2015 einen Vertrag mit Rosatom ab. Am Standort Qasr Amra sollten zwei Einheiten vom Typ WWER-1000/V-392 errichtet werden, deren Inbetriebnahme bis 2025 geplant war. Stattdessen wird inzwischen der Einsatz von kleinen modularen Reaktoren in Erwägung gezogen.

### Tourismus

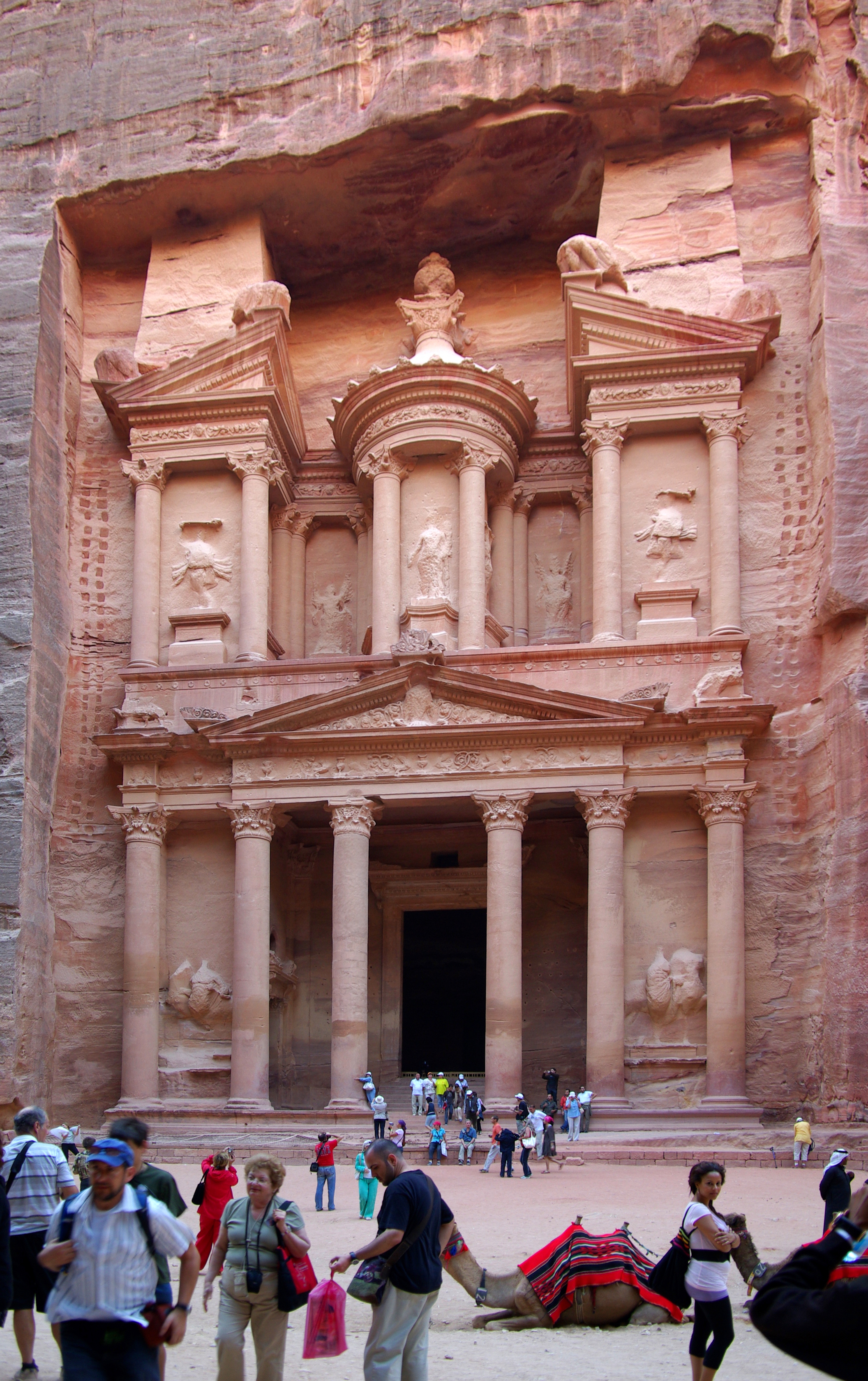
Petra

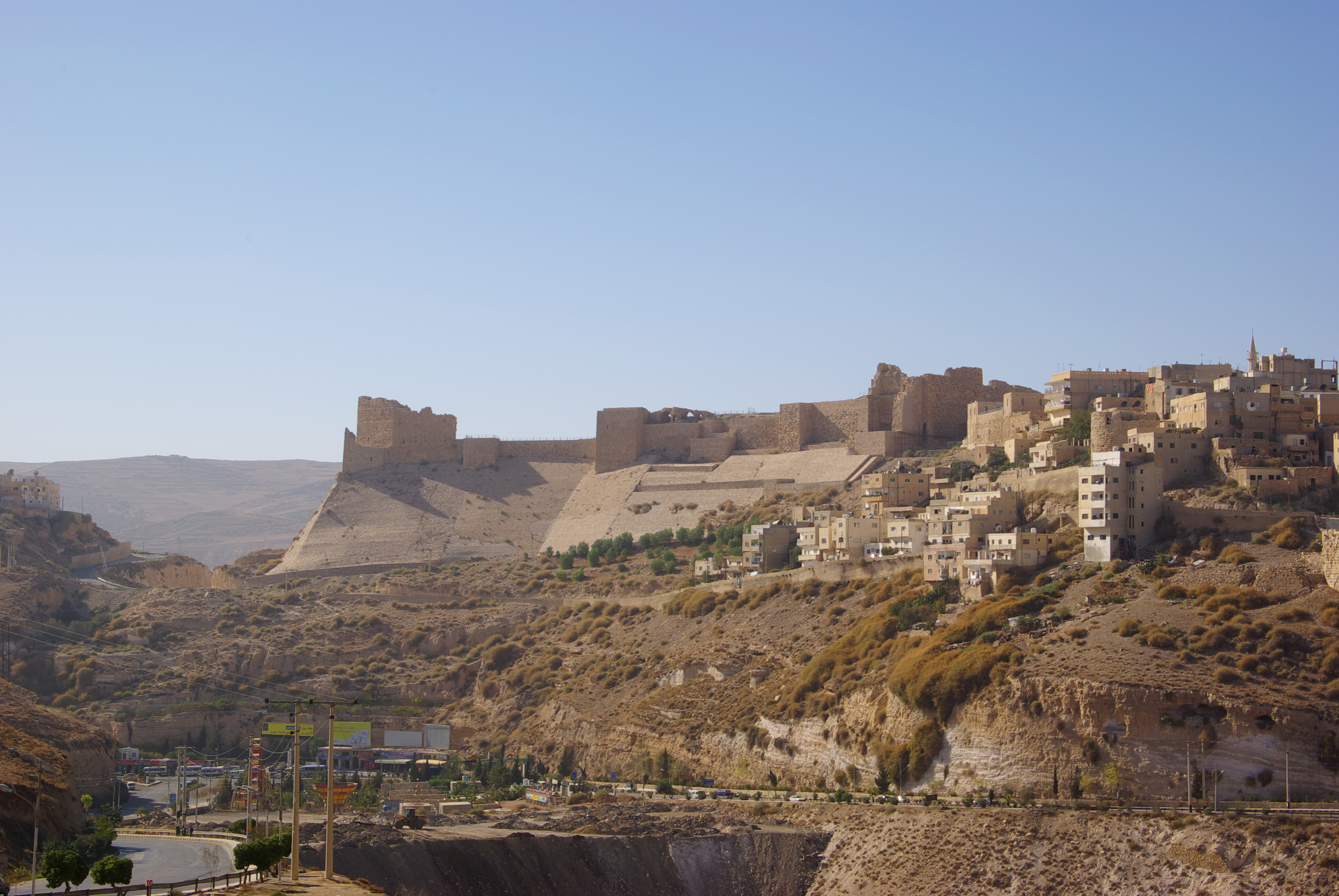
Kreuzfahrerfestung Karak

Der Tourismus macht etwa ein Zehntel des BIP aus (Dienstleistungen insgesamt 72 Prozent, darin erwerbstätig sind 74,7 Prozent) und ist die zweitwichtigste Devisenquelle. Obwohl in Jordanien selbst seit über 30 Jahren Frieden herrscht, reagieren die Touristenströme sehr empfindlich auf die politischen Entwicklungen im Nahen Osten. So blieb die von der jordanischen Regierung nach dem Friedensschluss mit Israel erhoffte „Friedensdividende“ aus dem Tourismus bisher weitgehend aus.
Das Land hat viele zum Teil einzigartige Sehenswürdigkeiten zu bieten, allerdings nur wenige allgemein bekannte touristische Attraktionen:
- Antike Stätten und archäologische Ausgrabungen, vor allem
  - die Felsenstadt Petra,
  - das antike Gerasa (Jerash)
  - die Zitadelle von Amman
  - die Mosaiken von Madaba
  - die Ruinen von Umm er-Rasas
  - die Wüstenschlösser
- Landschaften und Naturdenkmäler
  - die Wüstenlandschaft von Wadi Rum
  - das Tote Meer, dessen Ufer den tiefsten Festlandpunkt der Erde markiert
  - das Taucherparadies bei Akaba am Roten Meer

## Infrastruktur

### Schienenverkehr

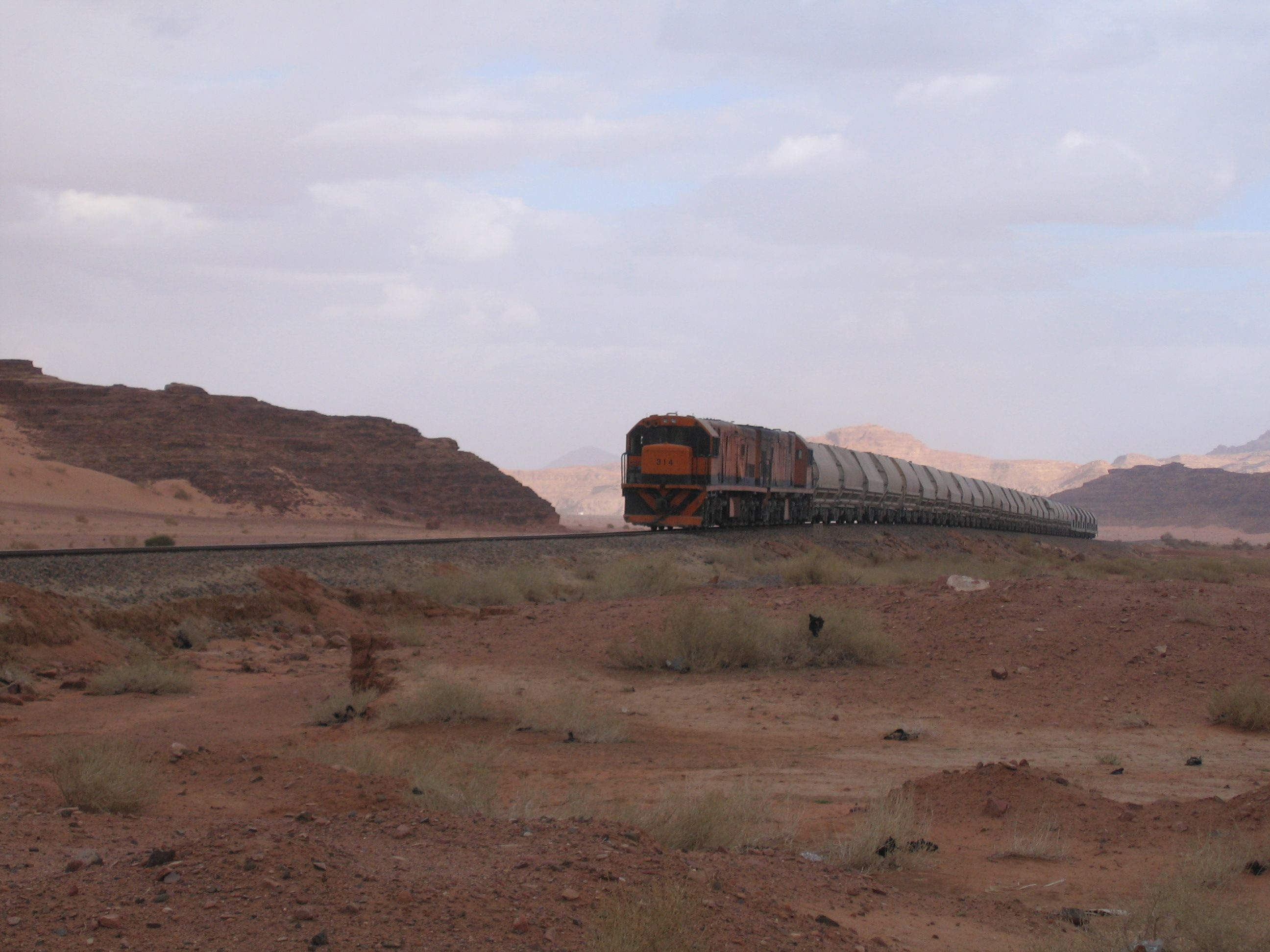
Phosphatzug auf der Aqababahn

Es gibt ein Eisenbahnnetz von 618 Kilometern, das ausschließlich für Gütertransport und touristischen Verkehr genutzt wird, seit dem Krieg in Syrien ein reines Binnennetz mit Inselbetrieb. Es besteht aus einem Abschnitt der ehemaligen Hedschasbahn und der davon abzweigenden Aqababahn, beides in Schmalspur von 1050 mm.
Nach einer Erklärung des jordanischen Verkehrsministers, Khalid Saif, plant Jordanien seine Eisenbahn grundsätzlich zu modernisieren: In vier Schritten soll das Land ein Eisenbahnnetz in Normalspur erhalten, das an die Nachbarländer anschließen soll. Ausgangspunkt aller Überlegungen ist der Container-Umschlagplatz Maddouneh in Amman. Die vier Schritte sind:
1. Eine Bahnstrecke von Aqaba nach Maddouneh in Amman, ausschließlich für den Güterverkehr. Dafür liegen Machbarkeitsstudien vor, die konkrete Planung und die Vorbereitung der Ausschreibung für den Bau sollen in der zweiten Hälfte 2020 abgeschlossen werden, das Gelände der Trasse stehe weitgehend bereits zur Verfügung.[76]
2. Die zweite Verbindung soll von Maddouneh über Saudi-Arabien in den Oman führen,
3. die dritte von Maddouneh in den Irak und
4. die vierte von Maddouneh nach Syrien und auch den Verkehr Richtung Europa ermöglichen.[77]

Im September 2024 unterzeichneten die Vereinigten Arabischen Emirate und Jordanien eine Absichtserklärung, wonach Etihad Rail ein 360 Kilometer langes Schienennetz vom Hafen Aqaba zu verschiedenen Phosphat- und Kaliminen planen, bauen und betreiben wird. Die Ausschreibungen für die Bauarbeiten sollen Anfang 2026 erfolgen.

### Straßenverkehr, Schifffahrt und Luftverkehr
Das Straßennetz hat eine Länge von 5200 Kilometern.
Der einzige Seehafen des Landes ist der Hafen Aqaba.
In Jordanien gibt es drei Flughäfen, wovon zwei im internationalen Verkehr angeflogen werden.
Der kleinere von beiden internationalen Flughäfen ist der Aqaba King Hussein International Airport (AQJ), der Verbindungen hauptsächlich in die Hauptstadt Amman anbietet, jedoch auch Flugverbindungen nach Europa und Ägypten. Dieser Flughafen liegt in unmittelbarer Nähe des Flughafens Eilat Ramon (ETM) in Israel, sowie dem Taba International Airport (TCP) in Ägypten.
Der größte Flughafen des Landes ist der Queen Alia International Airport. 2014 zählte der Flughafen mehr als sieben Millionen Passagiere.
Die nationale Fluggesellschaft Jordaniens ist Royal Jordanian, die vom Queen Alia International Airport aus agiert.

### Telekommunikation
Im Jahr 2022 nutzten 90,5 Prozent der Einwohner Jordaniens das Internet.

### Feuerwehr
In der Feuerwehr in Jordanien waren im Jahr 2019 landesweit 4.509 Berufs- und zehn freiwillige Feuerwehrleute organisiert, die in 445 Feuerwachen und Feuerwehrhäusern, in denen 207 Löschfahrzeuge und 21 Drehleitern bzw. Teleskopmasten bereitstehen, tätig sind. Die jordanischen Feuerwehren wurden im selben Jahr zu 769.780 Einsätzen alarmiert, dabei waren 36.650 Brände zu löschen. Hierbei wurden 52 Tote von den Feuerwehren bei Bränden geborgen und 10.902 Verletzte gerettet. Die nationale Feuerwehrorganisation Jordan Civil Defense (JCD) im Innenministerium repräsentiert die jordanischen Feuerwehren.

## Kultur

### Wiederkehrende Ereignisse
Der Nationalfeiertag ist der 25. Mai, der Jahrestag der Unabhängigkeit und Annahme des Königstitels durch Abdullah I. 1946.
Über Jordanien hinaus bekannt ist das jeden Sommer stattfindende Jerash Festival, bei dem Musiker aus vielen arabischen Staaten auftreten.

### Besondere kulturelle Ausdrucksformen
Die folgenden kulturellen Ausdrucksformen sind bisher auf Antrag Jordaniens, teilweise gemeinsam mit anderen Ländern, in die UNESCO-Liste des immateriellen Kulturerbes der Menschheit aufgenommen worden (Aufnahmejahr in Klammern):
Der Kulturraum der Beduinen in Petra und Wadi Rum (2005/2008)
Das Rollenspiel As-Samer (2018)
Diese Aktivität mit Tanz und Gesang ist vor allem bei Hochzeiten beliebt. Nacheinander treten Gäste, auch Kinder, in verschiedenen Bühnenrollen auf: Zunächst tanzt Al-Hashi, eine verschleierte Frau, vor dem Publikum, das die Vorstellung aus der Nähe erlebt. Al-Hashi wird anschließend von Wasq Al-Hashi zu einem Stuhl geführt, und Al-Badda, ein Sänger, spricht sie abschließend in einer poetischen Gesangsdarbietung direkt an.
Arabische Kalligrafie (2021)
Das Festmahl Al-Mansaf (2022)
Dieses Gericht stammt aus den Traditionen der Bauern und Hirten. Große Stücke Ziegen- oder Schafsfleisch werden in Joghurtsauce gekocht, mit Mandeln gewürzt und auf großen Tellern auf Brot und Reis serviert. Die Gäste sitzen in Gruppen um die Teller herum und essen mit der rechten Hand, während die Linke hinter dem Rücken gehalten wird.
Wissen, Traditionen und Bräuche rund um die Dattelpalme (2022)

### Sport
Special Olympics Jordanien wurde 1986 gegründet und nahm mehrmals an Special Olympics Weltspielen teil.